# Monte Melkonian
Monte Melkonian (in armeno  Մոնթէ Մելքոնեան ?; Visalia, 25 novembre 1957 – Ağdam, 12 giugno 1993) è stato un partigiano e rivoluzionario armeno.
È stato uno dei più famosi comandanti nella prima guerra del Nagorno Karabakh avendo guidato con successo una forza di circa quattromila uomini pur non avendo mai avuto esperienze militari formali in precedenza.
Aveva infatti costruito la propria preparazione tra gli anni settanta e gli anni ottanta allorché combatté per varie fazioni nella guerra civile libanese contro l'esercito israeliano e in precedenza come guerrigliero nell'organizzazione socialista rivoluzionaria armena ASALA.

## Biografia

### Gioventù
Monte Melkonian nacque terzo di quattro figli da Charles e Zabel Melkonian, il padre ebanista, la madre insegnante elementare prima di dedicarsi interamente ai figli. La sua infanzia è stata tipicamente statunitense tra Boy Scout e baseball. Nel 1969, quando aveva dodici anni, la famiglia partì alla volta dell'Europa per un lungo viaggio che li portò a visitare anche nord Africa e Medio Oriente attraversando quarantuno stati. Durante questo tour Mont'ē cominciò ad interrogarsi sulle sue origini in particolare dopo aver visitato la cittadina turca di Merzivan, di cui era originaria la famiglia della madre, e aver appreso che gli armeni che vi vivevano erano stati costretti a fuggire come il nonno oppure erano stati sterminati nel genocidio armeno del 1915.
Al ritorno negli Stati Uniti, dopo aver conseguito il diploma, entrò all'Università della California - Berkeley seguendo il corso di laurea di storia antica dell'Asia e archeologia. Durante il corso di studi cercò di organizzare una mostra dedicata alla storia ed alla cultura armena ma i pannelli che trattavano del genocidio furono rimossi dall'autorità universitaria su pressione del console turco a San Francisco per poi essere reinseriti dopo una manifestazione di protesta nel campus.

### Esperienza iraniana
Conseguita la laurea nella primavera del 1978 decide di partire alla volta dell'Iran dove insegnò inglese e si impegnò attivamente nella lotta del movimento per abbattere lo Scià. Collaborò nell'organizzazione di uno sciopero degli insegnanti nella scuola dove lavorava. In seguito si recherà nel Kurdistan iraniano dove rimarrà impressionato dai partigiani curdi.

### Guerra civile libanese
Alla fine del 1978 Mont'ē si reca in Libano, a Beirut, dove partecipa alla difesa del quartiere armeno dagli attacchi delle Falangi libanesi. Fa conoscenza con colei che diventerà prima la sua amica confidente e poi moglie, Seta Kbranian. Diviene membro della milizia armena e comincia ad operare dietro le linee del territorio controllato dalla Falange, collaborando con il movimento nazionale libanese. All'epoca Mont'ē parla fluentemente oltre ad inglese ed armeno anche spagnolo, francese e giapponese; ha inoltre una accettabile conoscenza di arabo, italiano, turco, persiano e curdo.

### Asala
Nella primavera del 1980 viene introdotto nell'ASALA (Armenian Secret Army for the Liberation of Armenia) e segretamente ricollocato a Beirut ovest. Nei tre anni successivi è militante del gruppo e collabora alla realizzazione del giornale "Hayastan" ("Amenia"). In questo periodo entra in contatto con alcune organizzazioni palestinesi e segue corsi di addestramento. Partecipa ad operazioni armate in Europa (Roma, Atene) ed addestra i militanti che parteciperanno all'assalto dell'ambasciata turca a Parigi ("Operazione Van", 24 settembre 1981).
Nel luglio 1983 ASALA si divide in due tronconi: chi non accetta più la politica del leader Hakopian ed è contrario ad attentati che provochino vittime civili, fonda la fazione "movimentista" di Asala-Movimento Rivoluzionario in contrapposizione a quella di Asala-Militante. Monte vive in clandestinità tra Francia e Libano fino al suo arresto a Parigi nel novembre 1985. Condannato a sei anni di prigione, viene rilasciato nel 1989 e costretto a lasciare la Francia alla volta dello Yemen del sud dove si ricongiunge con Seta. Da lì si spostano nell'Europa orientale e trascorrono un periodo di sostanziale indigenza.

### Armenia
Il 6 ottobre 1990 Melk'onean arriva in Armenia, all'epoca ancora sovietica, lavorando nei primi otto mesi all'Accademia delle Scienze preparando un lavoro sulla civiltà Urartea. Ad agosto, nel monastero di Geghard sposa Seta Kbranian. Preoccupato dalla situazione confusa che stava vivendo l'Armenia al tramonto dell'Unione Sovietica ed al tempo stesso affascinato dalla moltitudine di connazionali che manifestava in piazza Mont'ē focalizzò la propria attenzione sulla questione del Nagorno Karabakh che considerava vitale per la sopravvivenza dello stesso popolo armeno, convinto che se gli azeri avessero occupato la regione poi sarebbero sconfinati nel Zangezur (Syunik).

### Guerra del Nagorno Karabakh
Il 12 settembre 1991 (o forse il 14), a pochi giorni dalla dichiarazione di indipendenza del soviet del Nagorno Karabakh (2 settembre), Melk'onean entra nel nuovo stato autoproclamato e si stabilisce nella regione di Shahumian entrando a far parte delle milizie di difesa armena e partecipando attivamente ad alcune operazioni militari.
Il 4 febbraio 1992, pochi giorni dopo lo scoppio della prima guerra del Nagorno-Karabakh, viene dislocato nella regione di Martowni in qualità di comandante regionale. Le sue doti decisionali ed organizzative lo rendono immediatamente popolare. Nell'aprile 1993 è uno dei comandanti che partecipano alla fondamentale conquista di Kelbajar. Nei mesi successivi, comandante della regione di Martuni, infligge pesanti perdite al nemico e riconquista tutti i territori che l'anno precedente erano stati perduti durante le massicce offensive azere. Il suo rigoroso stile di vita (non fumava, non beveva, devolveva tutto il salario mensile ai più bisognosi, lavorava fianco a fianco dei suoi sottoposti) lo resero popolarissimo non solo nel Nagorno Karabakh ma anche in Armenia ed in tutta la diaspora armena. Pur non avendo mai avuto esperienza di comando militare seppe tuttavia gestire i propri uomini eliminando tutti i difetti dell'organizzazione spontaneistica delle prime bande di partigiani armeni; impose disciplina, rispetto per il nemico, ferree regole di gestione delle armi (lui che non portava la pistola).
Pretese ed ottenne di istituire una tassa sul vino da parte dei commercianti per poter pagare le forniture di armi e non esitò ad inimicarsi anche qualche notabile locale.

### La morte
Monte Melkonyan fu colpito a morte nel villaggio abbandonato azero di Merzili nel primo pomeriggio del 12 giugno 1993 in circostanze mai sufficientemente chiarite.
Fu sepolto con tutti gli onori al cimitero militare di Yerablur a Erevan al termine di una cerimonia alla quale parteciparono le più alte cariche dello stato armeno.